# هانس باور (كاتب)
هانس باور (بالألمانية: Hans Bauer)‏ هو كاتب ومصور وكاتب سيناريو نمساوي، ولد في القرن العشرين.

## وصلات خارجية
- هانس باور على موقع IMDb (الإنجليزية)
- هانس باور على موقع ألو سيني (الفرنسية)
- هانس باور على موقع أول موفي (الإنجليزية)
- هانس باور على موقع قاعدة بيانات الأفلام السويدية (السويدية)
- هانس باور على موقع قاعدة بيانات الفيلم (الإنجليزية)
- هانس باور على موقع كينوبويسك (الروسية)